# モンテッラ
モンテッラ（伊: Montella）は、イタリア共和国カンパニア州アヴェッリーノ県にある、人口約7,700人の基礎自治体（コムーネ）。

## 地理

### 位置・広がり

#### 隣接コムーネ
隣接するコムーネは以下の通り。括弧内のSAはサレルノ県所属を示す。
- アチェルノ (SA)
- バニョーリ・イルピーノ
- カッサーノ・イルピーノ
- ジッフォーニ・ヴァッレ・ピアーナ (SA)
- モンテマラーノ
- ヌスコ
- セリーノ
- ヴォルトゥラーラ・イルピーナ

## 行政

### 分離集落
モンテッラには、以下の分離集落（フラツィオーネ）がある。
- Fondana, San Giovanni, Piazza, Sorbo, Laurini, Torre, Serra, Corso, Folloni, Libera, Tagliabosco